# Königshardt
Königshardt ist ein nördlicher Oberhausener Stadtteil in Nordrhein-Westfalen. Er gehört zum Stadtbezirk Sterkrade und hat 7.288 Einwohner (2023) auf einer Fläche von 6,34 km². Er grenzt im Norden an die Walsumermark, im Osten an Bottrop, im Süden an die Autobahn A 2, die Königshardt von Alsfeld und der Sterkrader Heide trennt und im Westen an Schmachtendorf.

## Geschichte
1776 siedelten sich acht ursprünglich pfälzische Familien, die als Gründerfamilien gelten, auf dem Gebiet der heutigen Königshardt an. Ursprünglich nannten die Zuwanderer ihre neue Ansiedlung „Isselhardt“ in Erinnerung an einen längeren Zwischenstopp am linken Niederrhein. Der ursprünglich geläufige Name „Isselhardt“ wurde allmählich ersetzt durch den Namen „Königshardt“. Man geht davon aus, dass der neue Name aus Dankbarkeit gegenüber Preußenkönig Friedrich II., der die „Hardt“ zur Besiedlung angeboten hatte, von den Bewohnern geprägt und benutzt wurde. Die zeitliche Einordnung fällt schwer, aber vieles spricht dafür, dass sich der Name gegen Ende dieses Jahrhunderts durchgesetzt hat. Erwähnung findet er erstmals 1806 in einem Kirchenbuch; urkundlich belegt ist er zum ersten Mal 1825.
Der karge Boden brachte nur geringe Ernteerträge (überwiegend Getreide); der Viehbestand war noch sehr gering, da sich die Kleinbauern den Ankauf von Vieh nicht leisten konnten. Als Einnahmequellen dienten die Besenbinderei, deren Produkte guten Absatz in Stahlwerken und Gießereien fanden, sowie der Verkauf von Moos an Schiffseigner in Ruhrort, die den Rohstoff zum Abdichten ihrer Schiffe dringend benötigten. Die meisten Familienväter verdingten sich als Tagelöhner gegen eine geringe Entlohnung bei einem durchschnittlich elfstündigen Arbeitstag. Trotz der widrigen Lebensumstände wuchs die Pfälzerkolonie Königshardt im gleichen Maße wie umliegende Ortschaften. Innerhalb von 80 Jahren hatte sich die Bevölkerungszahl etwas mehr als versechsfacht. 1880 lebten auf der Königshardt 447 Personen.
Im Jahre 1803 wurde die erste Schule, die Königshardter Schule eingeweiht. Die erste Kirche wurde 1872 ihrer Bestimmung übergeben, die evangelische Kirche Königshardt am Buchenweg. Das ursprünglich arg getrübte Verhältnis der Königshardter Siedler zur Gemeinde Sterkrade besserte sich erst ab 1886, als Sterkrade selbständige Bürgermeisterei mitsamt Königshardt wurde.
Mit dem Aufstieg zur selbständigen Bürgermeisterei wurde die Königshardt Bestandteil Sterkrades. Die endgültige Einbindung fand 1913 statt, als Sterkrade – wiederum mit Königshardt – die Stadtrechte vom preußischen Landtag erhielt. 1929 wurde Königshardt zusammen mit Sterkrade nach Oberhausen eingemeindet.

### Wappen
Blasonierung: „Gespalten in Schwarz und Silber (Weiß) umgeben von einem goldenen (gelben) Bord mit dem Text „KÖNIGSHARDT 1776“ im Schildhaupt; vorn ein silbernes (weißes) Kreuz; hinten über einer linksschrägen schwarzen Plaggenhacke, pfahlweise drei fliegende schwarze Vögel.“
Bedeutung: Das Kreuz steht als Symbol des christlichen Glaubens, die drei Vögel stellen Krammetsvögel dar, die früher auf der Königshardt gefangen und an Speiselokale verkauft wurden. Mit der Plaggenhacke, wurden Plaggen (Grasnarbenstücke) gestochen, die zum Düngen und als Brennmaterial genutzt wurden sowie in den ersten Siedlerjahren als Baumaterial dienten (daher der Name „Plaggenhütten“). 1776 gilt als Gründungsdatum Königshardts (Ansiedlung von acht Pfälzerfamilien).

## Statistik
Zum 31. Dezember 2022 lebten 7.324 Einwohner auf der Königshardt.
Struktur der Bevölkerung:
- Minderjährigenquote (unter 18-Jährige): 13,8 % (Oberhausener Durchschnitt: 16,9 %)
- Altenquote (über 65-Jährige): 29,7 % (Oberhausener Durchschnitt: 22,2 %)
- Ausländeranteil: 4,8 % (Oberhausener Durchschnitt: 18,2 %)
- Anteil Bevölkerung mit Migrationshintergrund insgesamt: 12,9 % (Oberhausener Durchschnitt: 33,4 %)
- Arbeitslosenquote: 2,4 % (Oberhausener Durchschnitt: 8,5 %)
- SGB-II-Quote: 2,9 % (Oberhausener Durchschnitt: 17,1 %)
- Wohnungsleerstandsquote: 1,1 % (Oberhausener Durchschnitt: 2,3 %)

## Infrastruktur
Die Königshardt ist überwiegend durch Einfamilienhäuser geprägt und weist daher auch eine der niedrigsten Wohnungsleerstandsquoten in Oberhausen auf. Zahlreiche Einkaufsmöglichkeiten bestehen im Bereich Hartmann-, Königshardter Straße, Höhenweg und Theodor-Spiering-Platz. Durch die Autobahnauffahrt Oberhausen-Königshardt an der A2 ist der Stadtteil gut an das Verkehrsnetz angebunden. Mit den Buslinien SB 92, SB 98, 952, 960, 962, 976 sowie mehrere Einsatzwagen an Schultagen des Verkehrsverbundes Rhein-Ruhr ist Königshardt in das Nahverkehrsnetz eingebunden.
| Linie | Verlauf | Takt (Mo–Fr) |
| ----- | --- | ------------ |
| SB92  | KönigshardtFalkestr. – Tackenberg – Klosterhardt – Rothebusch – Osterfeld Mitte – OLGA-Park – Neue Mitte Oberhausen – Oberhausen Hbf – Styrum – Alstaden – Fröbelplatz Linie verkehrt zwischen OLGA-Park und Oberhausen Hbf über die ÖPNV-Trasse Oberhausen                                                        | 20 min       |
| SB98  | Königshardt Falkestr. – Walsumermark – Schmachtendorf – Alsfeld Jägerstr. – Ludwigshütte – OB-Sterkrade Bf – OLGA-Park – Neue Mitte Oberhausen – Oberhausen Hbf – Bero-Zentrum – Rehmer – Alstaden Fröbelplatz Linie verkehrt zwischen Sterkrade Bf und Oberhausen Hbf über die ÖPNV-Trasse Oberhausen             | 20 min       |
| 952   | Everslohstraße – Königshardt – Alsbachtal – Alsfeld Dragonerstr. – OB-Sterkrade Bf | 20 min       |
| 960   | OB-Holten Bf – Schmachtendorf – Walsumermark – Königshardt – Kirchhellener Straße – Alsfeld Dragonerstr. – OB-Sterkrade Bf – OLGA-Park – Neue Mitte Oberhausen – Oberhausen Hbf – Rathaus – Knappenmarkt – Schlad Wehrstr. Linie verkehrt zwischen Sterkrade Bf und Oberhausen Hbf über die ÖPNV-Trasse Oberhausen | 20 min       |
| 962   | Elektrobuslinie: Kleekamp – Königshardt – Alsfeld – OB-Sterkrade Bf | 60 min       |
| 976   | Königshardt Falkestr. – Tackenberg – OB-Sterkrade Bf – Buschhausen Mitte – Stadtwerke – Oberhausen Hbf – Styrum Nohlstr. – Schladschule – Schlad Wehrstr. – Mülheim-Dümpten Heifeskamp | 20 min       |

Die umliegenden Waldgebiete Hiesfelder Wald im Norden sowie Sterkrader Wald im Westen bieten Raum für diverse Freizeitaktivitäten. Im Herbst (Ende September/Anfang Oktober) findet die Wottelkirmes auf der Königshardt statt.